# ミハイル・ロストフツェフ
ミハイル・イヴァノヴィチ・ロストフツェフ（ロシア語: Михаил Иванович Ростовцев, ラテン文字転写の例:Michael Ivanovich Rostovtzeff, 1870年11月10日(ユリウス暦10月29日)  - 1952年10月20日）は、ロシアの歴史家。

## 経歴
1870年、ウクライナのキエフで生まれる。キエフ大学で学び、後にペテルブルク大学で学んだ。1898年以後この大学のラテン語教授として講壇に立ち、同時にロシア学士院の会員とロシア帝室考古学会副会長などの重職を務める。
第一次世界大戦においては、負傷兵のための募金活動の地区責任者となり、数日の間に10万ルーブルを集めるという成果を収めた。また、フランス・ロシアの友好維持に貢献したという理由で、フランス政府からレジョン・ド・ヌール勲章を贈られた。1917年の二月革命で成立した臨時政府のために文化的な仕事を引き受けるようになったのは、立憲民主党の指導者ミリュコーフの推薦によるものであり、十月革命でのボリシェヴィキの権力奪取には他のアカデミー会員とともに反対し、立憲議会の招集を求める声明を発表した。ソヴィエト政権から非公式に参加を打診されたが、拒絶したともいう。
1918年4月16日に、スウェーデン考古学会の重鎮であるオスカー･モンテリウスに手紙を書き、古代ロシアに関する著書のための調査でウプサラとストックホルムに行きたいが、ヴィザが下りないので力を貸してほしい、という旨を伝えている。ロストフツェフ夫妻はロシアを出国し、ストックホルムからパリを経て、オックスフォードに亡命した。イギリスのクィーンズ・カレッジで、パピルス学者のバーナード･グレンフェルとともに、プトレマイオス朝の財政文書の研究に携わった。
一方1919年の1月か2月に、ロンドンでロシア解放委員会を設立した。これは、ボリシェヴィキ政権を倒すために、西欧の国々に対し宣伝活動をすることを主な目的としたもので、ロシアの実業家デニーソフに1万ポンドを提供させ、新ロシア The New Russiaという雑誌やパンフレット類を刊行した。ロストフツェフはこれらの印刷物に自ら筆を執って、反ボリシェヴィキの論陣を張った。同年6月18日、パリ講和会議に参加したアメリカ代表団と接触して、アメリカがソヴィエト政権への直接的な介入をするよう働きかけたとも推測される。
1920年1月3日、アメリカのウィスコンシン大学からの招聘を受諾し、古代史研究に専念しはじめる。1925年にイェール大学へ移り、毎年のように近東へ旅行し、1937年にはインドと東南アジアにまで足をのばして仏教とヒンドゥー教の研究をしている。ユーフラテス川中流域の要塞都市であるドゥラ・エウロポスの発掘に関心を持ち、イェール大学に発掘調査を引き継がせ、1928年から指導的メンバーとして実際の作業にあたっている。1939年に助教授から正教授へ昇任し、また考古学研究主任としてイェールの調査スタッフと学生の指導を行う。1941年以後は健康が優れず、10年近い療養生活の後、ニューヘイブンで死去した。

## ヘレニズム・ローマ研究
1896年にかかれた「古代における資本主義と国民経済」という論文でロストフツェフは、早くも古代経済の中に資本主義の存在を認め、プトレマイオス朝エジプトに代表されるヘレニズム国家の整備された財政と賦課システムや輸出向け手工業の状況は18世紀フランスと類似している、と考えている。そしてローマは「国家の発展が経済の発展にはるかに先行した」ために、自然経済の枠を脱することができなかった。共和制下で矛盾と弊害は極点に達し、共和制の崩壊・皇帝への土地の集中により「小所有に再び生命を与え、農業住民を再生する」ことに成功する。経済生活全体に対して国家や皇帝が果たした後見としての役割を重視するところは、ロシア歴史学の国家主義派を受け継いでいるともいえる。ミリュコーフがロシアの宿命と考えた、未発達のブルジョアジーを代行した国家や政府が上からのイニシアティヴを発揮してロシアに近代化をもたらさなければならない、という結論をロストフツェフは受け入れていただろうか。この時期のロストフツェフにとっては、健全な資本主義経済とは必ずしも自由経済ではない。都市ブルジョアジーの自発的な活動を待っていては、帝国主義段階のヨーロッパ経済とは太刀打ちできない。そういうロシアの国内事情が、彼の古代研究に反映していることは、少なくともあり得ることである。
同じ頃にかかれた修士論文「ローマ帝国における国家請負事業」では、ローマ帝国について考察を進める際にギリシア・ヘレニズムの制度にまでさかのぼる、という後年の研究態度が確立されていることがわかる。1901年の博士論文「ローマの鉛テッセラエ」では従来史料としては軽視されていた、金属や陶片でできた入場券や引換券に着目することで、ローマの社会・経済面を生き生きと再構成することができた。考古史料を社会経済史の研究に活用する積極的な姿勢もまた、ロストフツェフにとって基本となる。
1910年「ローマのコロナート制史研究」で、ローマ皇帝がそれまでの小農民を保護する政策を転換し、労働力を確保するために東方で行われていた制度を採用し、帝政末期のコロヌスという階層が成立し、封建的社会構造と前ヘレニズム的な隷農制をもたらした、という考察を発表して、ローマ史研究に一区切りつける。関心の中心が国家・政府の政策であるところが、ロストフツェフ初期の歴史観を表している。

## 南ロシア史研究
1900年頃から新発見の碑文を雑誌に紹介していたが、1914年から18年の第一次世界大戦期に、毎年平均5本ぐらいのペースで南ロシアの発掘報告や論文を発表している。そのまとめとして、のちに『Skytien und Bosporus,1931』として公表される本の原稿が書かれた。亡命後、思うようにロシアにある博物館の資料を使えないというハンディを負いながら、イギリスやフランスで執筆しアメリカで校正した『古代の南露西亜　Iranians and Greeks in South Russian,1922』もまた、祖国の革命と無政府状態を憂いつつ書かれた、ロストフツェフが失意の時期の著述である。
これらの古代ロシア研究の目的は、「一般の世界史において南ロシアが演じた役割を確定し、人類の文化に対する南ロシアの貢献を強調しよう」とする野心的な、ある意味ではナショナリスティックな試みであった。東方と西方の影響力がせめぎ合う、ロシアの地理上の特殊な条件は、紀元前のキンメリア人・スキタイ人・サルマタイ人にも働いていた。ロストフツェフは墳墓の装飾品・葬法などの考古学上の事実から、ドニエプル川とドン川の流域ではギリシアの影響は二次的なもので、むしろイランなどの東方からの潮流がこの地方文化の主たる源であったと推論した。その結論やドニエプル流域でのロシア国家起源説よりも興味深いのは、彼の関心が黒海沿岸のギリシア都市から南ロシアにおけるイランの要素、スキタイやサルマタイなどの遊牧民とその特異な美術様式である動物文様へと広がることであり、これは後には漢代の中国における雲紋・象嵌装飾の研究、近東での発掘事業へと至る。単なる古代史家ではなく、好古家でもない大胆で疲れを知らない探求の精神がロストフツェフをユニークな存在としていることを、この時期の一連の著作によって知るのである。

## 古代と近代
主著である『ローマ帝国社会経済史　The social and economic History of the Roman Empire,1926』と『古代世界の歴史　A History of ancient world,1926-27』、『ヘレニズム世界社会経済史　Social and economic history of the Hellenistic world,1941』でロストフツェフは古代ヨーロッパとオリエントに復帰するとともに、初期の歴史観を大いに更新したと考えられる。
その第一はローマ帝政前半期における商工業の発展と「都市ブルジョアジー」の役割を強調したこと。
第二は古代経済を「家内経済」と見なすことに反対し、ギリシア・ローマ文明は現代文明と同じ発展諸段階をたどったと述べ、この見解は「古代ローマは近代ロシアではない」という反論を招いた。ロストフツェフは歴史の過程を3つか4つの段階に区分することは実践的な意味しか持たない、人間の歴史すべてに発展段階を適用するのは誤りであるとも述べている。資本主義が古代にも近代にも同じように存在したというのは、各時代に質的な差がないとする見解から自然に導き出される。『ローマ帝国社会経済史』がいまだに有意義と見なされるのは、そのような歴史観より豊富な考古学の成果と史料の裏付けにより古代の社会経済を最初に包括的に扱ったということによってである。

## 最後のロシア・インテリゲンチャとして
主にマルクス主義者たちに批判された彼の「資本主義」概念は、ロシア革命以前に形成されたもので、ロシアが文明世界に仲間入りできるのか、ロシアでの近代化は可能なのかというロシア・インテリゲンチャが抱えていた問題意識に支えられており、ロシア近代化の主体は都市のブルジョアジーであるべきだ、という政治意識がローマ史観に反映している。ロストフツェフもかつてのローマ史家テオドール・モムゼンと同じく「私のように歴史的事件をくぐって生きてきたものは、歴史は愛か憎しみなしには書かれもせずつくられもしないということがわかりかけている」ということができたであろう。このように政治と歴史が結合した叙述は、科学と法則と客観性を重んじる現代史家のほとんどにとって受け容れがたくなっている。
ロシアの「インテリゲンチャの理想は常に民主主義と自由」であり、ボリシェビキ体制は「憎悪の体制」としてロシアから自由、文化、宗教、倫理性を駆逐しつつあるというのが、1920年代におけるロストフツェフの見通しであった。レーニンやトロツキーへの不当に低い評価や、個人経営を好む農民たちの反抗によりボリシェヴィキが早期に死滅すべき宿命にあると説いたことなど、ロストフツェフの政治方面での見解は、一方的で狭いものだった。それは工場労働者と農民の同盟が、中小地主や都市のブルジョアジー・専門職をのけ者にしてロシア国家を維持できるという可能性をどうしても理解することができなかった歴史家としてのミリュコーフと同じ限界であり、専制でもなければ革命でもない道を見つけることができなかったロシア政治家の苦境を表していた。著書・評論・論文あわせて400篇を優に超えるロストフツェフの巨大な業績は、現代ロシアでは絶滅された政治的自由主義の伝統と志の高さを代表しているといえよう。